# Zhoukoudian
Zhoukoudian (chiń. 周口店; pinyin Zhōukǒudiàn) – system jaskiń położony około 45 kilometrów na południowy zachód od Pekinu w Chinach. W latach 20. i 30. XX wieku natrafiono tu na szczątki człowieka pekińskiego, a także kamienne narzędzia i kości zwierzęce, liczące od 500 do 230 tysięcy lat. Znalezione eksponaty w większości zaginęły w czasie inwazji japońskiej podczas II wojny światowej. Po wojnie wznowiono prace i część znalezionych artefaktów wystawiona jest dziś w miejscowym muzeum. Wśród eksponatów znalazły się także skamieniałości prehistorycznych stworzeń. Zwiedzającym udostępnione są też pobliskie jaskinie i groty. 
W 1987 roku organizacja UNESCO wpisała Zhoukoudian na listę światowego dziedzictwa.